# ساوت گیت (مریلند)
ساوت گیت (به انگلیسی: South Gate) یک منطقهٔ مسکونی در ایالات متحده آمریکا است که در شهرستان آنا آروندل، مریلند واقع شده‌است. ساوت گیت ۱۶٫۳ کیلومتر مربع مساحت و ۲۸٬۶۷۲ نفر جمعیت دارد و ۲۰ متر بالاتر از سطح دریا واقع شده‌است.